# Jean Destrem
Pour les articles homonymes, voir Destrem.
Hugues Jean Gracchus Henri Destrem, né le 12 mai 1875 à Paris  et mort pour la France le 28 septembre 1914 à Saint-Mihiel, est un peintre français.

## Biographie
Fils du journaliste Jean-Marie Destrem, natif de Poitiers, par ailleurs conservateur au Musée de la Marine, Jean Destrem naît le 12 mai 1875 dans le 14e arrondissement de Paris.
Docteur en droit, lui-même journaliste, il expose au Salon des indépendants de 1912 à 1914.
Caporal, il est tué au début de la Première Guerre mondiale.